# Martin Mareš
Martin Mareš (* 23. Januar 1982 in Blansko) ist ein ehemaliger tschechischer Radrennfahrer.
Martin Mareš begann seine Karriere bei CK Blansko und fuhr dann für Dukla Brno und CK Brno. 2002 stieg er bei dem Radsport-Team PSK Remerx ein. 2004 gewann er die achte Etappe der Tour de l’Avenir. 2005 wechselte er zu dem tschechischen Professional Continental Team Ed’ System ZVVZ und wurde von dem Trainer Heiko Salzwedel ins T-Mobile Development Programm aufgenommen. In seiner ersten Saison dort entschied er das chinesische Etappenrennen Tour of Qinghai Lake für sich und beendete die UCI Asia Tour 2005 auf dem dritten Gesamtrang.
Ab 2006 fuhr Mareš für die italienische Mannschaft Naturino-Sapore di Mare. Bei der Internationalen Friedensfahrt wurde Mareš Zehnter der Gesamtwertung. Zur Saisoneröffnung 2008 gewann er das Rennen Velká Bíteš–Brno–Velká Bíteš.
Von 2008 bis 2010 war Mareš bei dem tschechischen Team PSK Whirlpool-Author unter Vertrag. 2009 wurde er tschechischer Straßenmeister. Im Jahr darauf trat er zurück.

## Erfolge
2004
- eine Etappe Tour de l’Avenir
- Tschechischer Meister (U23) – Straßenrennen

2005
- Gesamtwertung Tour of Qinghai Lake

2007
- eine Etappe Tour of Qinghai Lake

2009
- Tschechischer Meister – Straßenrennen

## Teams
- 2002 PSK Remerx
- 2003 PSK Remerx
- 2004 PSK Whirlpool
- 2005 Ed’ System ZVVZ
- 2006 Naturino-Sapore di Mare
- 2008 PSK Whirlpool-Author
- 2009 PSK Whirlpool-Author
- 2010 PSK Whirlpool-Author